# Antonio Francisco Braga
Antonio Francisco Braga (født 15. april 1868 i Rio de Janeiro, Brasilien - død 14. marts 1945) var en brasiliansk komponist, lærer, dirigent og pianist.
Braga studerede privat i hos forskellige lærere i Rio de Janeiro. Han tog i 1890 til Paris, hvor han studerede komposition og direktion på musikkonservatoriet hos Jules Massenet.
I 1900 rejste han tilbage til Brasilien, hvor han underviste i komposition på Instituto Nacional de Musica. Han skrev den brasilianske nationalmelodi.
Braga har skrevet orkesterværker, 3 operaer, kammermusik, sange, klaverstykker og symfoniske digtninge etc.

## Udvalgte værker
- Episodio Sinfonico (1898) - for orkester
- Jupira (1898) - opera
- A Paz (18?) - (Symfonisk digtning) - for kor og orkester
- Hino á Bandeira (1905) - Den Brasilianske National Hymne